# 文化體育及旅遊局
文化體育及旅遊局（簡稱：文體旅局，縮寫：CSTB）是香港特別行政區政府決策局之一，涵蓋文化、藝術、體育、電影、創意產業及旅遊事務事宜。
該局因應決策局於2022年重組而成立，接管原本由民政事務局和商務及經濟發展局負責的文娛康體、創意產業、傳媒及版權事務。

## 歷史
香港特區行政長官林鄭月娥於《2021年施政報告》提出提出政策局架構重組的建議，設立文化體育旅遊局。
從民政事務局接掌文化、藝術及體育事務，以及從商務及經濟發展局接掌電影、創意產業及旅遊事務，將目前由不同政策局分管的文化體育及旅遊事宜統整歸一，加強督促及推動香港文化事業發展，有利產生協同效應，使香港成為中外文化藝術交流中心。

## 下設部門、商營及公營機構
- 康樂及文化事務署
- 香港體育學院
- 旅遊事務署
- 旅遊業監管局
- 香港旅遊發展局
- 香港旅遊業議會
- 香港藝術發展局
- 文創產業發展處
  - 香港電影發展局
- 西九文化區管理局

## 歷任首長
- 文化體育及旅遊局局長 
  - 楊潤雄（2022年7月1日–2024年12月5日）
  - 羅淑佩（2024年12月5日–）
- 文化體育及旅遊局副局長
  - 劉震（2022年7月25日–）
- 文化體育及旅遊局常任秘書長
  - 黃智祖（2022年7月1日–2024年7月28日）
  - 沈鳳君（2024年7月29日–）
- 文化體育及旅遊局政治助理
  - 招文亮（2022年8月8日–）
- 文化體育及旅遊局體育專員
  - 楊德強（2016年2月1日–2022年10月31日）
  - 黃德森（2023年8月22日–2024年9月19日）
  - 蔡健斌（2024年9月30日–）